# Мулир, Питер (Младший)
Питер Мулир Младший, Пьетро Темпеста (нидерл. Pieter Mulier de Jonge, итал. Pietro Tempesta; 1637, Харлем — 29 июня 1701, Милан) — голландский и итальянский живописец-пейзажист, маринист. За пристрастие к изображению морских бурь и кораблекрушений художник получил прозвание «Темпеста» (итал. tempesta — «буря, шторм, гроза»).

## Биография
Питер Мулир родился в 1637 году в Харлеме, Голландия, в семье фламандского происхождения. Учился живописи у отца, художника-мариниста Питера Мулира Старшего (ок. 1615—1670), который был учеником Симона де Влигера.
В семнадцать лет, в 1655 году, Мулир Младший отправился в Антверпен, где учился в мастерской известного художника-анималиста Франса Снейдерса и сам рисовал животных. После этого Питер Младший уехал в Италию и более на родину не возвращался.
Вначале (1656—1670) Питер Мулир Младший жил и работал в Риме, женился на местной уроженке Люсии Де Росси и стал отцом в 1657 году. В дальнейшем работал в Венето (венецианской области) и в самой Венеции, а затем в Генуе (1670—1684). В Риме Мулир присоединился к группе «Перелётные птицы» (нидерл. Bentvueghels, или «Бент» (нидерл. bent — клуб, собрание, нидерл. Bent vogels) — сообществу, или «братству», иностранных художников, прибывавших в католический Рим из северных стран (главным образом из Нидерландов и Германии). В группе было принято давать художникам новые имена, так называемое «изогнутое имя». Питеру Мулиру именно там присвоили изогнутое имя «Темпеста». Сначала его звали «Il Cavalier Tempesta», затем «Cavalier Pietro Tempesta» или просто «La Tempesta» (впервые появилось на рисунке 1659 года). Мулиру также нравилось его латинизированное имя — Petrus de Mulieribus, поскольку в нём можно было усмотреть меткий каламбур, отражавший особенную страсть художника к женщинам (латинское «muliebris» означает женский).
Его жизнь была бурной, под стать его морским пейзажам. По обвинению в убийстве своей первой жены он пять лет провёл в тюремном заключении. Он предстал перед судом в Генуе в январе 1679 года и был приговорен к двадцати годам тюрьмы. По слухам Мулир приказал двум наёмникам убить бывшую жену, чтобы жениться на любовнице Анне Элеоноре Бельтрами. Во время своего плена он действительно женился на Бельтрами. Мулир продолжал заниматься живописью и в заключении, хотя в этот период он стал постепенно терять зрение. В качестве временной мастерской ему была отведена верхняя комната колокольни Дворца дожей в Генуе. Через пять лет его высокопоставленным заказчикам в Генуе удалось добиться признания его невиновности, и 15 октября 1684 года он был освобождён.
После 1684 года творческая деятельность Темпесты была связана с Ломбардией. Там он оставался до конца жизни и умер в Милане в 1701 году.

## Творчество
При жизни Пьетро Темпеста пользовался громкой славой, работал для богатых заказчиков и коллекционеров, жил как вельможа и был весьма колоритной личностью. Мулир написал множество пейзажей и городских видов, часто в «итальянском стиле», а также морские пейзажи, корабли в бушующем море, что также было любимым предметом его отца и учителя Питера Мулира Старшего. Он также писал пейзажи с животными и картины, изображающие быт солдат, всадников, охотников.
Стиль его картин во многом сложился под влиянием отца, Питера Мулира Старшего, а также голландских и фламандских маринистов, таких как Ян Бланкерхоф, Людольф Бакхёйзен и Матье ван Платтенберг. В своих пейзажах художник воплотил и развил мотивы, получившие в Риме распространение благодаря Гаспару Дюге, Сальватору Розе и Пьетро Тесте. В Риме он познакомился с творчеством Клода Лоррена, и это произвело на него неизгладимое впечатление. Именно в Италии этот художник стал истинным романтиком, «певцом бурь и идиллических пейзажей».
Живописец с исключительным мастерством изображал бушующее море и грозовое небо. Значительное количество работ составляют ноктюрны (ночные пейзажи), в которых сказалось влияние на живописца работ Якопо Бассано и его сыновей. Другая составляющая творческого наследия Темпесты — ландшафты, которые служат не более чем фоном для изображения человеческих фигур и животных. Писал Темпеста также и фрески. Произведения, созданные ближе к концу жизни, показывают, что фантазия художника стала ярче, а палитра — богаче.
Среди художников, с которыми он сотрудничал (иногда при написании одной картины), были Карло Антонио Тавелла и Пьетро Чиньяроли (работал в Милане с 1716 г.). Произведения Мулира имеются во многих музеях и частных собраниях, в частности, в Рейксмюсеуме в Амстердаме, Лувре в Париже, Эрмитаже в Санкт-Петербурге, Национальном морском музее в Лондоне, Музее истории искусств в Вене и Чикагском институте искусств.

## Галерея

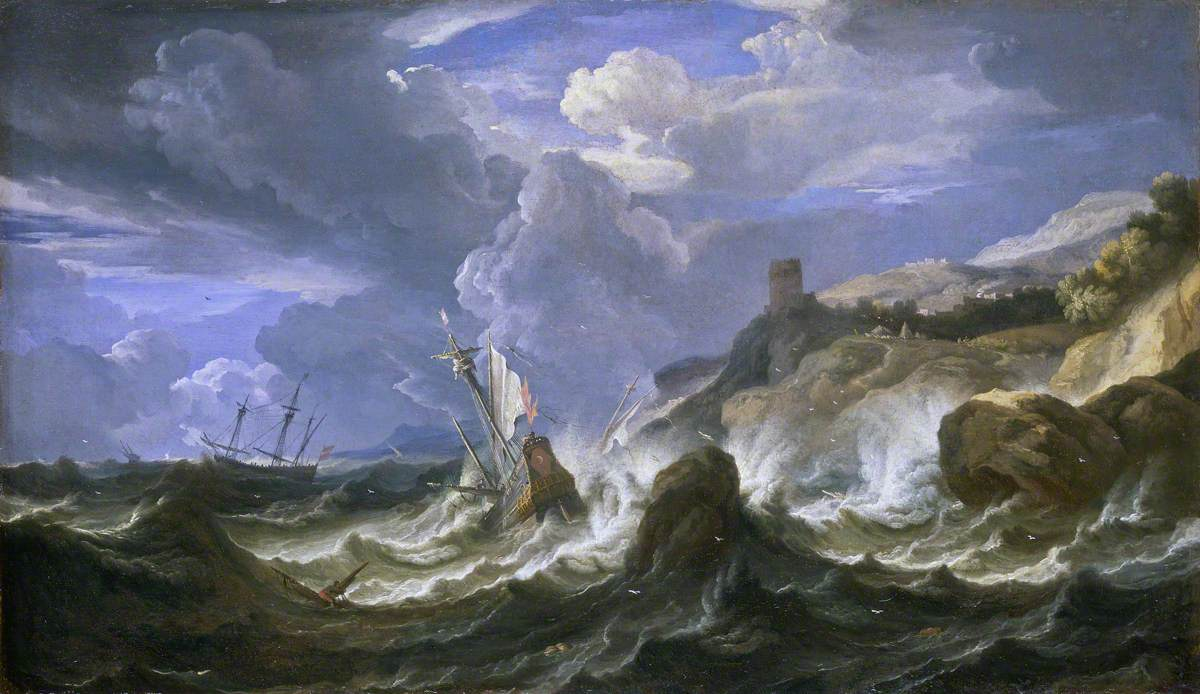
Корабль, потерпевший крушение во время шторма у скалистого берега. Холст, масло. Национальный морской музей, Гринвич, Лондон
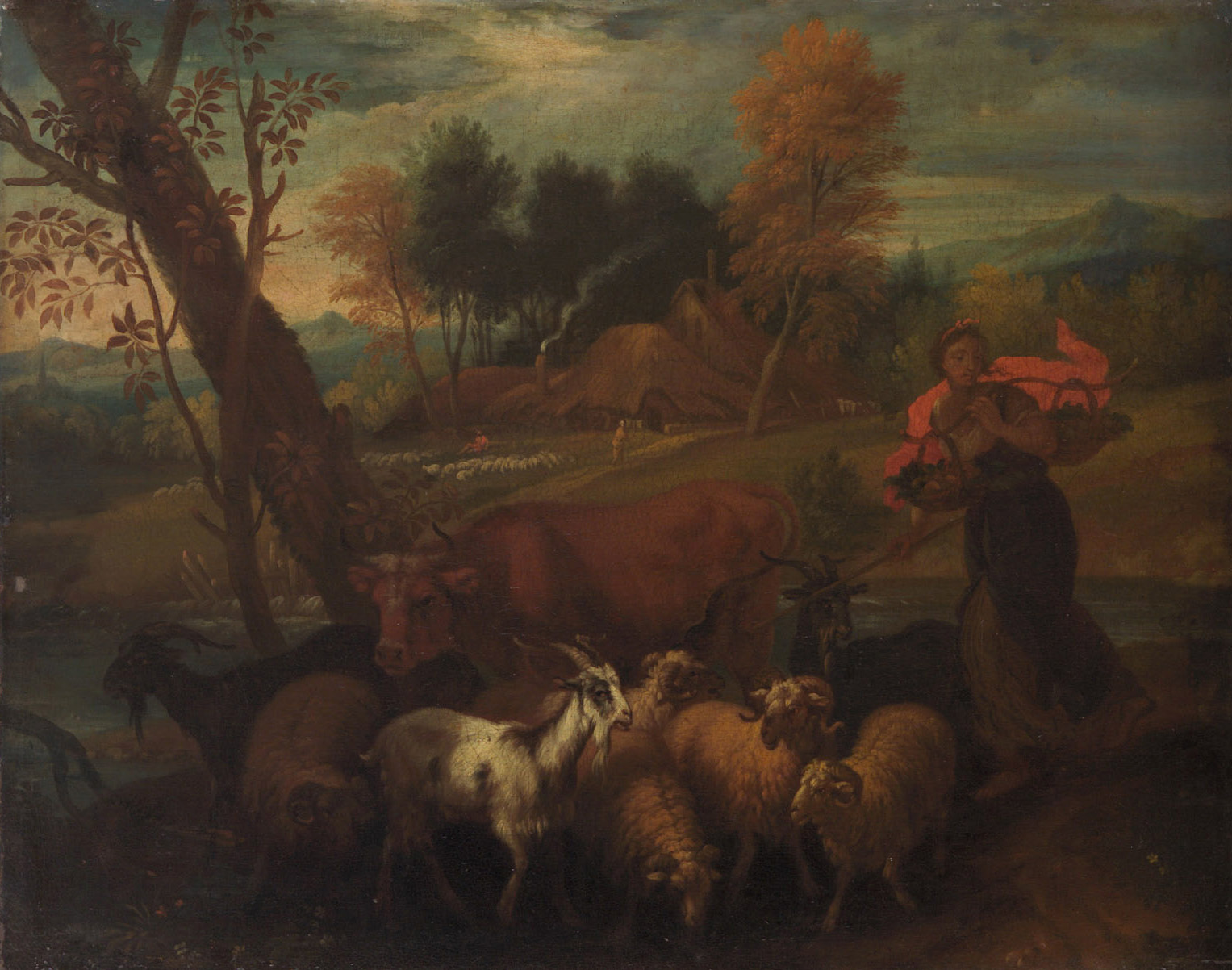
Пейзаж с пастушкой и стадом. Между 1685 и 1700. Холст, масло.  Музей истории искусств, Вена
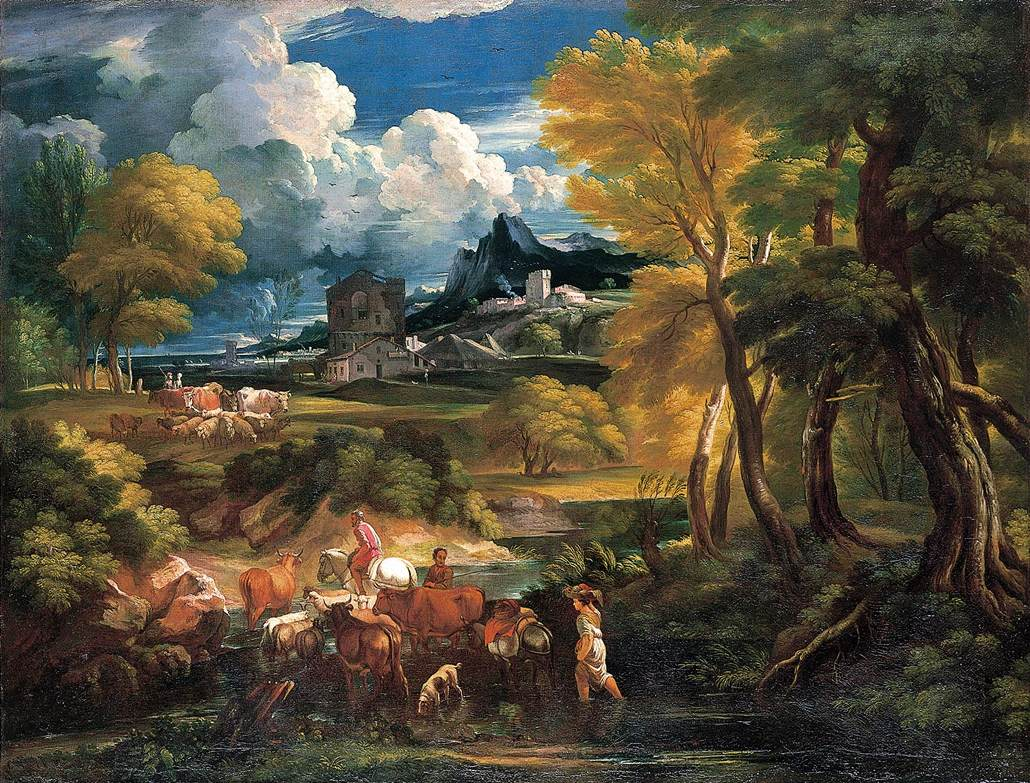
Пасторальный пейзаж. Холст, масло. Частное собрание
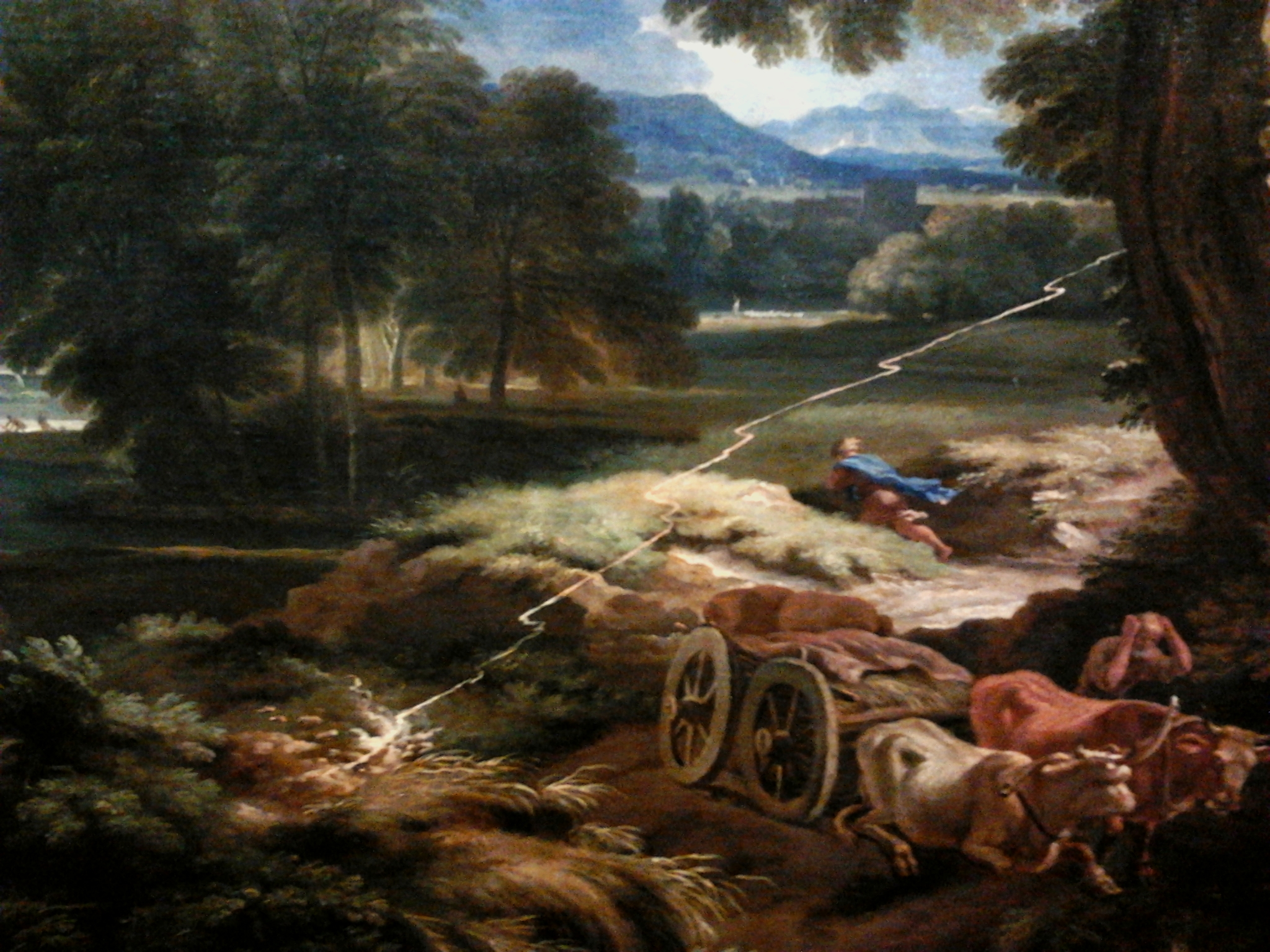
Пейзаж с бурей. Холст, масло. Национальный музей, Варшава
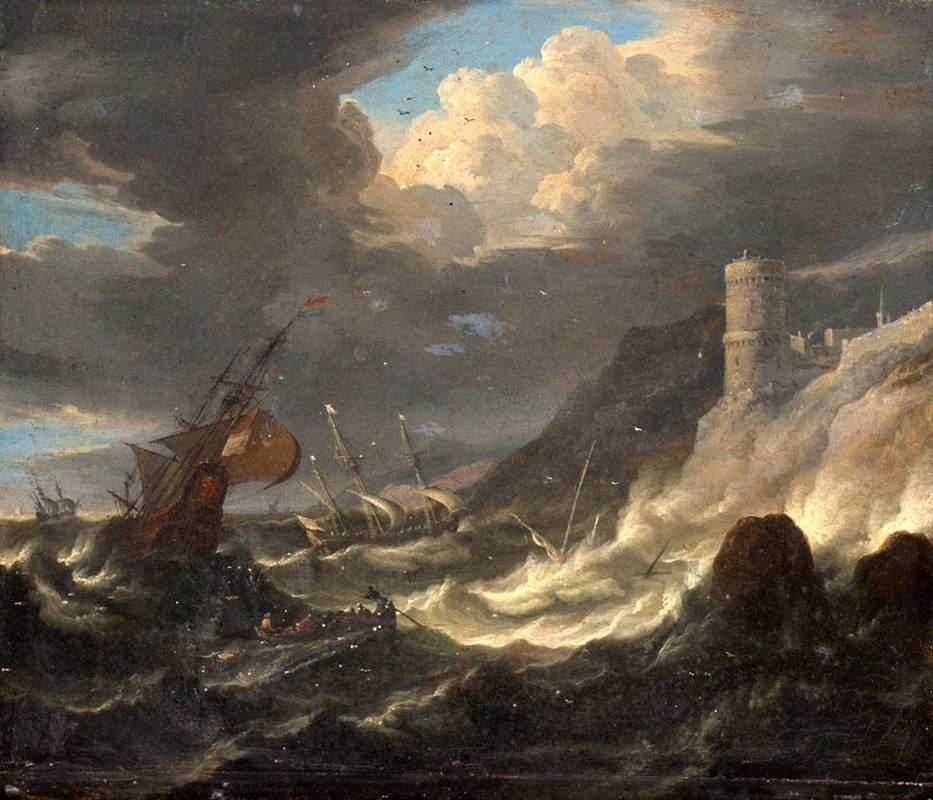
Корабли в шторм у скалистого берега. Холст, масло. Частное собрание
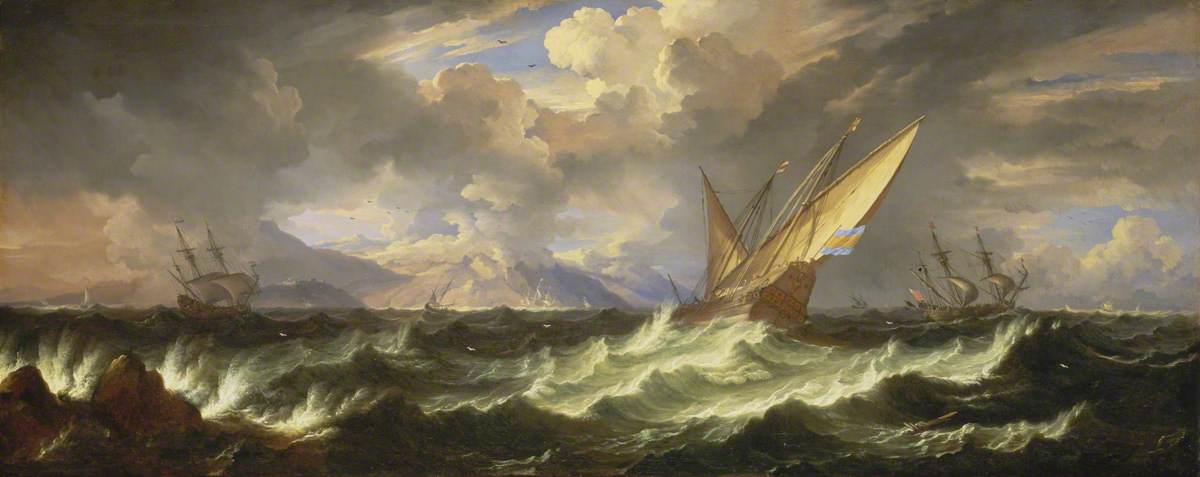
Свежий бриз на Средиземном море. 1690-е. Холст, масло. Национальный морской музей, Гринвич, Лондон